# Камадугу-Йобе
Камадугу-Йобе — река в Нигерии и Нигере, впадающая в бессточное озеро Чад. Длина реки 1175 км, площадь бассейна 148 000 км², средний годовой расход воды (у города Диффа, недалеко от устья) 15 м/с.
Исток находится на территории Нигерии, нижнее течение является естественной границей между Нигерией и Нигером. Собственно Камадугу-Йобе образуется западнее города Гашуа слиянием рек Ямари (также Катагум) и Хадеджиа.
К крупным притокам относится также впадающая справа Комадугу-Гана.
Устье находится у нигерийского городка Бисагана (штат Борно).